# Farhad Azarmi
Farhad Azarmi (Teherán, 1962) es un profesor y arquitecto iraní especializado en Construcción ecológica y tecnología arquitectónicas para la integración de sistemas constructivos tradicionales en la arquitectura contemporánea.

## Trayectoria
Azarmi nació en Irán, a principios de los años 1980 llegó a España. Salió de Irán en la época de la Guerra Irano-Iraquí. En 1982 inició sus estudios de arquitectura en la Escuela Técnica Superior de Arquitectura de Madrid donde se tituló como arquitecto en 1993 por la Universidad Politécnica de Madrid (UPM). Desarrolla su trabajo como profesional independiente y como profesor en diferentes universidades. Actualmente es profesor de Construcción y Tecnología arquitectónicas en la SBU (Shahid Beheshti University) y mantiene las relaciones con la Universidad de Teherán donde el arquitecto Heydar Ghiai fue profesor de muchos arquitectos contemporáneos de Azarmi. Su trabajo profesional en Teherán esta orientado a la rehabilitación, renovación y regeneración urbana aplicando técnicas tradicionales de la arquitectura iraní en las construcciones modernas de la ciudad de Teherán. Azarmi participó en la III Semana de Arquitectura española en Teherán celebrada en abril de 2018.
Desde 1997 Azarmi es profesor en la Escuela de Arquitectura y Urbanismo de la Universidad Shahid Beheshti (SBU). Desde 2009 trabaja como Asesor jefe de arquitectura en Rahshar International y como Asesor internacional para Irán. Azarmi mantiene relaciones con sus amistades españolas, tanto académicas como culturales. Establece e impulsa colaboraciones entre el Departamentos de Construcción y Tecnología Arquitectónicas de la Escuela Técnica Superior de Arquitectura de Madrid (ETSAM) y el Departamento homónimo de la Universidad de Shahid Beheshti. Colabora desde la Corporación del Desarrollo Urbano y Revitalización iraní organizando junto a la Embajada de España en Teherán las semanas de arquitectura española que se iniciaron en 2016. Azarmi participó exponiendo sus trabajos arquitectónicos en la tercera edición celebrada en 2018.
Colabora en eventos culturales que propicien el conocimiento y la relación entre la cultura occidental y asiática, actividades como las organizadas por Cátedra China, debates o artículos como el publicado por Claudio Feijoo, delegado de la UPM para Asia, de título Irán visto desde China con la participación de Azarmi desde Teherán.